# Lopaš (gmina Trstenik)
Lopaš (cyr. Лопаш) – wieś w Serbii, w okręgu rasińskim, w gminie Trstenik. W 2011 roku liczyła 677 mieszkańców.